# Tour de Flores
El Tour de Flores és una cursa ciclista anual a l'illa de Flores, a Indonèsia. Iniciada el 2016, forma part de l'UCI Àsia Tour.

## Llista de guanyadors
| Any  | Guanyador         | Segon          | Tercer                |
| ---- | ----------------- | -------------- | --------------------- |
| 2016 | Daniel Whitehouse | Benjamí Prades | Ricardo García Ambroa |
| 2017 | Thomas Lebas      | Arvin Moazemi  | Marcelo Felipe        |